# Коротеєв Костянтин Аполлонович
Короте́єв Костянти́н Аполло́нович (12 (25) лютого 1901 — 4 січня 1953) — радянський військовик, генерал-полковник (1944). Герой Радянського Союзу (1945). Депутат Верховної ради СРСР 3-го скликання.

## Біографія
Народився 12 (25) лютого 1901 (за іншими даними 1903) року в селищі Щигліївка Богодухівського повіту Харківської губернії (тепер в межах міста Богодухів Харківської області) в робітничій родині. Росіянин. Член ВКП(б) з 1938 року. Отримав початкову освіту.
З 1916 року в російській імператорській армії, учасник Першої світової війни. Попри юний вік, допомагав на артилерійській батареї, підносячи снаряди.
З 1918 року в Червоній Армії. У роки громадянської війни в Росії командував ротою на Південному фронті. Брав участь у боях під Луганськом, Міллерове, Білою Калитвою, Царицином. Брав участь у боротьбі з народними повстаннями на Уралі.
У лютому 1938 року призначений командиром 27-ї Омської стрілецької дивізії. Брав участь у вторгненні СРСР до Польщі у вересні 1939 року.
Під час радянсько-фінської війни 1939—1940 років комбриг К. А. Коротеєв командував лівофлангового групою 15-ї армії Північно-Західного фронту і керував бойовими діями по оволодінню островами Петя-Саарі і Максиман-Саарі на Ладозькому озері.
У березні 1941 року К. А. Коротеєв був призначений командиром 55-го стрілецького корпусу Київського особливого військового округу.
Учасник німецько-радянської війни з червня 1941 року. У складі військ 18-ї армії Південного фронту брав участь в прикордонних боях на Півдні України. Брав участь в обороні Києва, у вересні 1941 року разом з частинами корпусу опинився в оточення, з якого вийшов в районі міста Ромни Сумської області.
Після розформування управління корпусу, у жовтні 1941 року призначений командувачем 12-ї армії Південного фронту. Керував діями армії в боях на Донбасі і в Ростовській оборонній операції. З'єднаннями армії противнику було завдано значної шкоди, але під натиском чисельно переважаючого ворога Донбас довелося залишити. Успішно діяв під час проведення першої великої наступальної операції під Ростовом у листопаді-грудні 1941 року.
З березня 1942 року К. А. Коротеєв — помічник командуючого Південним фронтом. Влітку 1942 року на південному театрі фронту фашистські війська перейшли в генеральний наступ і прорвали слабку оборону Південно-Західного фронту. Уникаючи оточення, війська Південного фронту змушені були відійти на рубіж річки Дон, але й там втриматись не вдалося.
2 серпня 1942 генерал-майор Коротеєв був призначений командиром 11-го гвардійського стрілецького корпусу у складі 9-ї армії Закавказького фронту, який героїчно тримав оборону по річці Терек поблизу міст Моздок і Орджонікідзе.
На початку вересня 1942 року Коротеєва призначено командувачем 9-ю армією Закавказького фронту. Під його командуванням восени 1942 року армія вела оборонні бої по лінії Малгобек — Моздок — Ельхотово, не допустивши ворога до родовищ грозненської і бакинської нафти. Після прориву німецьких військ оборони 37-ї армії і прорватися до Владикавказу, Коротеєв організував оборону міста й зупинив ворога на підступах до нього. У листопаді 1942 року війська під командуванням К. А. Коротеєва нанесли контрудари в районі осетинських міст Ардон і Дігора й відкинули фашистів за Терек.
1 січня 1943 року 9-та армія генерал-майора Коротеєва перейшла в наступ, витясняючи ворога з Кавказу. Протягом січня армією були звільнені населені пункти і міста: Ельхотово, Прохолодний, П'ятигорськ, Невинномиськ, Армавір.
У лютому 1942 року К. А. Коротеєв призначений командувачем 18-ю армією, в березні — знову командуючий 9-ю армією.
13 травня 1943 року генерал-лейтенант К. А. Коротеєв був призначений командувачем 37-ю армією Північно-Кавказького фронту, яка під його керівництвом намагалася прорвати «Блакитну лінію» гітлерівської оборони на Таманському півострові.
З липня 1943 року й до кінця війни — командуючий 52-ю армією на Воронезькому, Степовому, 2-гу Українському фронтах. Брав участь у визволенні Лівобережної України, форсуванні Дніпра.
У січні-лютому 1944 року 52-я армія Коротеєва брала участь у Корсунь-Шевченківській операції. В результаті виходу армії в район міста Звенигородка, велике гітлерівське угруповання опинилось у «котлі». До 18 лютого 1944 року бійці Коротеєва стійко тримали оборону на внутрішньому фронті оточення, перешкоджаючи фашистам вирватися з кільця.
У березні 1944 року армія генерала Коротеєва добре проявила себе в Умансько-Ботошанської операції, брала участь у визволенні міста Умань, а 11 березня підрозділи армії форсували річку Південний Буг в районі селища Джулинка Вінницької області й захопили плацдарм. Потім вони форсували річку Дністер і, пройшовши по території Молдови, до середини квітня вийшли на підступи до румунського міста Ясси.
У ході проведення Яссько-Кишинівської операції в серпні 1944 року 52-га армія генерал-полковника К. А. Коротеєва прорвала оборону противника і оволоділа містом Ясси, а до 24 серпня вийшла до населених пунктів Хуші — Леово, де зустрілася з 57-ю армією 3-го Українського фронту. Внаслідок цього в районі Кишинева виявилися оточеними 5 німецьких армійських корпусів.
У грудні 1944 року 52-га армія генерал-полковника К. А. Коротеєва була передана до складу 1-го Українського фронту і зосередилася на Сандомирському плацдармі. 12 січня 1945 року вона перейшла в наступ, беручи участь у Вісло-Одерської операції. Генерал Коротеєв направив головну ударну угруповання, з боями подолала ворожу оборону на річці Варті, на польське місто Ченстохова, який був звільнено 17 січня 1945 року. Через 2 дні війська 52-ї армії підійшли до міста Глогув і з ходу форсували в районі цього міста Одер, захопивши плацдарм на західному березі.
У лютому 1945 року 52-га армія К. А. Коротеєва брала участь у Нижньо-Сілезькій операції. Прорвавши оборону противника, армія Коротеєва до 24 лютого 1945 року вийшла на рубіж річки Нейсе. У результаті в місті-фортеці Бреслау (Вроцлав, Польща) був оточений гарнізон з 40 тисячами фашистів.
Брав участь у Берлінській операції. Після падіння Берліна, 6 травня 1945 року 52-га армія перейшла в наступ, і 8 травня її військами було звільнене місто Герліц, 9 травня — Ліберець. І лише 11 травня 1945 закінчилася війна для генерал-полковника К. А. Коротеєва у чеському місті Млада-Болеслав на північний схід від Праги.
Після війни К. А. Коротеєв продовжував командувати 52-ю армією. У 1947 році він закінчив Вищі академічні курси при Вищій військовій академії імені К. Є. Ворошилова.
З 1947 року — командуючий військами Забайкальського військового округу.
З 1951 року й до кінця життя — помічник командувача військами Північно-Кавказького військового округу.
Помер 4 січня 1953 року внаслідок важкої хвороби. Похований в Москві на Новодівочому цвинтарі.

## Нагороди
Указом Президії Верховної Ради СРСР від 6 квітня 1945 року за вміле керівництво військами 52-ї армії при форсуванні річки Одер, в боях при оволодінні важливими вузлами комунікацій у Вісло-Одерської і Нижньо-Сілезькій операціях і проявлені при цьому відвагу і геройство генерал-полковнику Коротеєву Костянтину Аполлоновичу присвоєно звання Героя Радянського Союзу з врученням ордена Леніна і медалі «Золота Зірка» (№ 6093).
Нагороджений трьома орденами Леніна, чотирма орденами Червоного Прапора, орденом Суворова 1-го ступеня, трьома орденами Кутузова 1-го ступеня, орденом Богдана Хмельницького 1-го ступеня, медалями, іноземними нагородами.
На його честь названо декілька урбанонімів, наприклад вулиця Генерала Коротеєва у місті Черкаси.